# Солита
Солита (исп. Solita) — город и муниципалитет на юге Колумбии, на территории департамента Какета.

## История
Поселение, из которого позднее вырос город, было основано в 1945 году. Муниципалитет Солита был выделен в отдельную административную единицу 27 ноября 1996 года.

## Географическое положение

Муниципалитет Солита

Город расположен в западной части департамента, в пределах Амазонского природно-территориального комплекса, на левом берегу реки Какеты, на расстоянии приблизительно 79 километров к югу от города Флоренсия, административного центра департамента. Абсолютная высота — 220 метров над уровнем моря.
Муниципалитет Солита граничит на юго-западе с территорией муниципалитета Курильо, на севере — с муниципалитетом Вальпараисо, на востоке — с муниципалитетом Солано, юге — с территорией департамента Путумайо. Площадь муниципалитета составляет 605 км².

## Население
По данным Национального административного департамента статистики Колумбии, совокупная численность населения города и муниципалитета в 2024 году составляла 6389 человек.
Динамика численности населения муниципалитета по годам:
| 2005 | 2010 | 2015 | 2020 | 2021 | 2022 | 2023 | 2024 |
| ---- | ---- | ---- | ---- | ---- | ---- | ---- | ---- |
| 9134 | 9149 | 9140 | 6271 | 6257 | 6310 | 6352 | 6389 |

## Экономика
Большинство трудоспособного населения занято в животноводстве и рыболовстве.